# Kajsa Bergqvist
Kajsa Bergqvist (ur. 12 października 1976 w Sollentunie) – szwedzka lekkoatletka, skoczkini wzwyż. Należy do najbardziej utytułowanych zawodniczek w tej konkurencji.
Rekord życiowy na otwartym stadionie, który wynosi 2,06 m, ustanowiła w 2003. Daje jej on szóste miejsce wśród najlepszych zawodniczek wszech czasów w tej dyscyplinie, jest to zarazem aktualny rekord Szwecji. 4 lutego 2006 ustanowiła w Arnstadt halowy rekord świata, skacząc 2,08 m. W styczniu 2008 niespodziewanie ogłosiła zakończenie wyczynowej kariery sportowej.

## Osiągnięcia
| Rok  | Impreza                             | Miejsce      | Lokata            | Wynik |
| ---- | ----------------------------------- | ------------ | ----------------- | ----- |
| 1994 | Mistrzostwa świata juniorów         | Lizbona      | 2. miejsce        | 1,88  |
| 1995 | Halowe mistrzostwa świata           | Barcelona    | 13. miejsce       | 1,85  |
| 1995 | Mistrzostwa Europy juniorów         | Nyíregyháza  | 2. miejsce        | 1,89  |
| 1995 | Mistrzostwa Świata                  | Göteborg     | el. – 18. miejsce | 1,90  |
| 1996 | Halowe mistrzostwa Europy           | Sztokholm    | 6. miejsce        | 1,92  |
| 1996 | Igrzyska olimpijskie                | Atlanta      | el. – 15. miejsce | 1,90  |
| 1997 | Halowe mistrzostwa świata           | Paryż        | 8. miejsce        | 1,95  |
| 1997 | Młodzieżowe mistrzostwa Europy      | Turku        | 2. miejsce        | 1,93  |
| 1997 | Mistrzostwa świata                  | Ateny        | 5. miejsce        | 1,93  |
| 1999 | Mistrzostwa świata                  | Sewilla      | 4. miejsce        | 1,96  |
| 2000 | Halowe mistrzostwa Europy           | Gandawa      | 1. miejsce        | 2,00  |
| 2000 | Igrzyska olimpijskie                | Sydney       | 3. miejsce        | 1,99  |
| 2001 | Halowe mistrzostwa świata           | Lizbona      | 1. miejsce        | 2,00  |
| 2001 | I liga pucharu Europy               | Vaasa        | 1. miejsce        | 1,92  |
| 2001 | Igrzyska Dobrej Woli                | Brisbane     | 2. miejsce        | 1,97  |
| 2001 | Mistrzostwa świata                  | Edmonton     | 3. miejsce        | 1,97  |
| 2001 | Finał Grand Prix                    | Melbourne    | 4. miejsce        | 1,94  |
| 2002 | Halowe mistrzostwa Europy           | Wiedeń       | 2. miejsce        | 1,95  |
| 2002 | I liga pucharu Europy               | Sewilla      | 1. miejsce        | 1,98  |
| 2002 | Mistrzostwa Europy                  | Monachium    | 1. miejsce        | 1,98  |
| 2002 | Puchar świata                       | Madryt       | 2. miejsce        | 2,02  |
| 2003 | Halowe mistrzostwa świata           | Birmingham   | 1. miejsce        | 2,01  |
| 2003 | I liga pucharu Europy               | Lappeenranta | 1. miejsce        | 1,96  |
| 2003 | Mistrzostwa świata                  | Paryż        | 3. miejsce        | 2,00  |
| 2003 | Światowy finał lekkoatletyczny IAAF | Monako       | 3. miejsce        | 1,99  |
| 2005 | Grupa A I ligi pucharu Europy       | Gävle        | 1. miejsce        | 2,01  |
| 2005 | Mistrzostwa świata                  | Helsinki     | 1. miejsce        | 2,02  |
| 2005 | Światowy finał lekkoatletyczny IAAF | Monako       | 1. miejsce        | 2,00  |
| 2006 | Superliga pucharu Europy            | Malaga       | 1. miejsce        | 1,97  |
| 2006 | Mistrzostwa Europy                  | Göteborg     | 3. miejsce        | 2,01  |
| 2006 | Światowy finał lekkoatletyczny IAAF | Stuttgart    | 1. miejsce        | 1,98  |
| 2007 | I liga pucharu Europy               | Vaasa        | 1. miejsce        | 1,92  |
| 2007 | Mistrzostwa świata                  | Osaka        | 7. miejsce        | 1,94  |

Bergqvist 11 razy zdobywała złote medale mistrzostw Szwecji.

## Życie osobiste
W grudniu 2007 poślubiła szwedzkiego reżysera Månsa Herngrena. Na początku 2011 roku para wniosła pozew o rozwód. W grudniu 2011 Bergqvist zadeklarowała, że jest w związku emocjonalnym z kobietą, dokonując coming outu jako osoba biseksualna.